# Lothey
Lothey település Franciaországban, Finistère megyében. Lakosainak száma 444 fő (2022. január 1.). Lothey Pleyben, Briec, Cast, Châteaulin, Gouézec és Saint-Coulitz községekkel határos.

## Népesség
A település népességének változása:
| Lakosok száma | 467  | 432  | 505  | 430  | 461  | 467  | 459  | 460  | 463  | 444  |
|               | 1968 | 1982 | 1990 | 2006 | 2013 | 2015 | 2017 | 2019 | 2020 | 2022 |